# Selección de fútbol sub-23 de El Salvador
La Selección de fútbol sub-23 de El Salvador, conocida también como la Selección olímpica de fútbol de El Salvador, es el equipo que representa al país en Fútbol en los Juegos Olímpicos, el Preolímpico de Concacaf y los Juegos Panamericanos; y es controlada por la Federación Salvadoreña de Fútbol.

## Estadísticas

### Juegos Olímpicos
| Año            | Ronda                 | J                     | G                     | E                     | P                     | GF                    | GC                    |                       |
| -------------- | --------------------- | --------------------- | --------------------- | --------------------- | --------------------- | --------------------- | --------------------- | --------------------- |
| de 1900 a 1988 | Véase Selección Mayor | Véase Selección Mayor | Véase Selección Mayor | Véase Selección Mayor | Véase Selección Mayor | Véase Selección Mayor | Véase Selección Mayor | Véase Selección Mayor |
| 1992           | No clasificó          | No clasificó          | No clasificó          | No clasificó          | No clasificó          | No clasificó          | No clasificó          | No clasificó          |
| 1996           | No clasificó          | No clasificó          | No clasificó          | No clasificó          | No clasificó          | No clasificó          | No clasificó          | No clasificó          |
| 2000           | No clasificó          | No clasificó          | No clasificó          | No clasificó          | No clasificó          | No clasificó          | No clasificó          | No clasificó          |
| 2004           | No clasificó          | No clasificó          | No clasificó          | No clasificó          | No clasificó          | No clasificó          | No clasificó          | No clasificó          |
| 2008           | No clasificó          | No clasificó          | No clasificó          | No clasificó          | No clasificó          | No clasificó          | No clasificó          | No clasificó          |
| 2012           | No clasificó          | No clasificó          | No clasificó          | No clasificó          | No clasificó          | No clasificó          | No clasificó          | No clasificó          |
| 2016           | No clasificó          | No clasificó          | No clasificó          | No clasificó          | No clasificó          | No clasificó          | No clasificó          | No clasificó          |
| 2020           | No clasificó          | No clasificó          | No clasificó          | No clasificó          | No clasificó          | No clasificó          | No clasificó          | No clasificó          |
| Total          | 0/8                   |                       |                       |                       |                       |                       |                       |                       |

### Preolímpico de Concacaf
| Año            | Ronda                 | J                     | G                     | E                     | P                     | GF                    | GC                    |                       |
| -------------- | --------------------- | --------------------- | --------------------- | --------------------- | --------------------- | --------------------- | --------------------- | --------------------- |
| de 1964 a 1988 | Véase Selección Mayor | Véase Selección Mayor | Véase Selección Mayor | Véase Selección Mayor | Véase Selección Mayor | Véase Selección Mayor | Véase Selección Mayor | Véase Selección Mayor |
| 1992           | No clasificó          | No clasificó          | No clasificó          | No clasificó          | No clasificó          | No clasificó          | No clasificó          |                       |
| 1996           | Ronda Final           | 7                     | 2                     | 1                     | 4                     | 9                     | 15                    |                       |
| 2000           | No clasificó          | No clasificó          | No clasificó          | No clasificó          | No clasificó          | No clasificó          | No clasificó          | No clasificó          |
| 2004           | No clasificó          | No clasificó          | No clasificó          | No clasificó          | No clasificó          | No clasificó          | No clasificó          | No clasificó          |
| 2008           | No clasificó          | No clasificó          | No clasificó          | No clasificó          | No clasificó          | No clasificó          | No clasificó          | No clasificó          |
| 2012           | 3.er lugar            | 6                     | 3                     | 2                     | 1                     | 13                    | 8                     |                       |
| 2015           | No clasificó          | No clasificó          | No clasificó          | No clasificó          | No clasificó          | No clasificó          | No clasificó          |                       |
| 2021           | Primera fase          | 3                     | 1                     | 1                     | 1                     | 3                     | 4                     |                       |
| Total          | 3/8                   | 16                    | 6                     | 4                     | 6                     | 25                    | 27                    |                       |

### Juegos Panamericanos
| Año            | Ronda                 | J                     | G                     | E                     | P                     | GF                    | GC                    |                       |
| -------------- | --------------------- | --------------------- | --------------------- | --------------------- | --------------------- | --------------------- | --------------------- | --------------------- |
| de 1951 a 1995 | Véase Selección Mayor | Véase Selección Mayor | Véase Selección Mayor | Véase Selección Mayor | Véase Selección Mayor | Véase Selección Mayor | Véase Selección Mayor | Véase Selección Mayor |
| 1999 ↓ 2023    | No clasificó          | No clasificó          | No clasificó          | No clasificó          | No clasificó          | No clasificó          | No clasificó          | No clasificó          |
| Total          | 0/7                   | 0                     | 0                     | 0                     | 0                     | 0                     | 0                     |                       |

### Juegos Centroamericanos y del Caribe
| Año            | Ronda                 | J                     | G                     | E                     | P                     | GF                    | GC                    |                       |
| -------------- | --------------------- | --------------------- | --------------------- | --------------------- | --------------------- | --------------------- | --------------------- | --------------------- |
| de 1930 a 1986 | Véase Selección Mayor | Véase Selección Mayor | Véase Selección Mayor | Véase Selección Mayor | Véase Selección Mayor | Véase Selección Mayor | Véase Selección Mayor | Véase Selección Mayor |
| 1990 ↓ 1993    | No clasificó          | No clasificó          | No clasificó          | No clasificó          | No clasificó          | No clasificó          | No clasificó          | No clasificó          |
| 1998           | Cuartos de final      | 4                     | 1                     | 1                     | 2                     | 4                     | 4                     |                       |
| 2002           | Campeón               | 5                     | 4                     | 1                     | 0                     | 10                    | 1                     |                       |
| 2006           | Cuartos de final      | 3                     | 1                     | 0                     | 2                     | 9                     | 7                     |                       |
| 2014           | Fase de grupos        | 3                     | 1                     | 0                     | 2                     | 3                     | 5                     |                       |
| 2018           | Fase de grupos        | 3                     | 1                     | 0                     | 2                     | 1                     | 4                     |                       |
| 2023           | Cuarto Lugar          | 4                     | 0                     | 2                     | 2                     | 4                     | 6                     |                       |
| Total          | 6/8                   | 22                    | 8                     | 4                     | 10                    | 31                    | 27                    |                       |

### Última convocatoria
Convocatoria oficial para los Juegos Centroamericanos y del Caribe de 2023.
| #  | Nombre               | Posición       | Edad    | Club             |
| -- | -------------------- | -------------- | ------- | ---------------- |
| 1  | Sergio Sibrián       | Portero        | 21 años | Once Deportivo   |
| 18 | Adriel Martínez      | Portero        | 23 años | Motril           |
| 2  | José Serrano         | Defensa        | 20 años | Municipal Limeño |
| 3  | Melvin Cruz          | Defensa        | 24 años | Dragón           |
| 4  | Walter Pineda        | Defensa        | 22 años | Águila           |
| 5  | Edwin Córdova        | Defensa        | 24 años | Marte Soyapango  |
| 6  | Mauricio Cerritos    | Defensa        | 21 años | Atlético Marte   |
| 12 | Tereso Benítez       | Defensa        | 23 años | Municipal Limeño |
| 13 | Diego Flores         | Defensa        | 24 años | Luis Ángel Firpo |
| 15 | Jefferson Valladares | Defensa        | 22 años | Municipal Limeño |
| 20 | Diego Lemus          | Defensa        | 22 años | Santa Tecla      |
| 7  | Javier Bolaños       | Centrocampista | 24 años | Once Deportivo   |
| 8  | Rafael Tejada        | Centrocampista | 22 años | FAS              |
| 11 | Luis Vásquez         | Centrocampista | 22 años | Chalatenango     |
| 16 | Elmer Bonilla        | Centrocampista | 22 años | Dragón           |
| 9  | Emerson Mauricio     | Delantero      | 22 años | Alianza          |
| 10 | Enrico Hernández     | Delantero      | 24 años | Cartagena "B"    |
| 14 | Juan Sánchez         | Delantero      | 23 años | Once Deportivo   |
| 17 | Kevin Román          | Delantero      | 23 años | Isidro Metapán   |
| 19 | Styven Vásquez       | Delantero      | 24 años | Luis Ángel Firpo |
| DT | Edgar Henríquez      |                |         |                  |

## Últimos partidos y próximos encuentros
- Actualizado al último partido jugado el 6 de julio de 2023.

| Fecha      | Ciudad         | Local          | Resultado | Visitante       | Competición                      |
| ---------- | -------------- | -------------- | --------- | --------------- | -------------------------------- |
| 19-03-2021 | Guadalajara    | Canadá         | 2:0       | El Salvador     | Preolímpico Concacaf 2021        |
| 22-03-2021 | Zapopan        | Honduras       | 1:1       | El Salvador     | Preolímpico Concacaf 2021        |
| 25-03-2021 | Guadalajara    | El Salvador    | 2:1       | Haití           | Preolímpico Concacaf 2021        |
| 24-09-2021 | Washington D.C | Guatemala      | 2:0       | El Salvador     | Partido amistoso                 |
| 27-04-2023 | Birmingham     | Birmingham F.C | 2:6       | El Salvador     | Amistoso Híbrido                 |
| 10-06-2023 | Zacatepec      | Escorpiones FC | 1:0       | El Salvador     | Amistoso Híbrido                 |
| 30-06-2023 | Santa Tecla    | El Salvador    | 1:1       | Rep. Dominicana | XXIV Juegos Centro. y del Caribe |
| 02-07-2023 | Santa Tecla    | El Salvador    | 1:1       | México          | XXIV Juegos Centro. y del Caribe |
| 04-07-2023 | Santa Tecla    | El Salvador    | 1:2       | Costa Rica      | XXIV Juegos Centro. y del Caribe |
| 04-07-2023 | Santa Tecla    | El Salvador    | 1:2       | Honduras        | XXIV Juegos Centro. y del Caribe |

## Récord Ante Países de Oposición
| Nación            | J | G | E | P | GF | GC |
| ----------------- | - | - | - | - | -- | -- |
| Belice            | 2 | 2 | 0 | 0 | 5  | 0  |
| Canadá            | 6 | 2 | 1 | 3 | 6  | 10 |
| Costa Rica        | 3 | 0 | 0 | 3 | 3  | 9  |
| Cuba              | 1 | 1 | 0 | 0 | 4  | 0  |
| Guatemala         | 5 | 3 | 1 | 1 | 6  | 5  |
| Honduras          | 4 | 0 | 1 | 3 | 3  | 11 |
| Jamaica           | 1 | 1 | 0 | 0 | 3  | 1  |
| México            | 1 | 0 | 0 | 1 | 0  | 3  |
| Panamá            | 4 | 1 | 1 | 2 | 5  | 6  |
| Trinidad y Tobago | 3 | 1 | 0 | 2 | 3  | 4  |
| Estados Unidos    | 1 | 0 | 1 | 0 | 3  | 3  |